# Campeonato Europeo de Hockey sobre Hierba Femenino de 2021
El XV Campeonato Europeo de Hockey sobre Hierba Femenino se celebró en Amstelveen (Países Bajos) entre el 5 y el 13 de junio de 2021 bajo la denominación EuroHockey Femenino 2021. El evento fue organizado por la Federación Europea de Hockey sobre Hierba (EHF) y la Federación Neerlandesa de Hockey sobre Hierba. Paralelamente se celebra el XVIII Campeonato Europeo de Hockey sobre Hierba Masculino. Los partidos se realizaron en el Estadio Wagener de la ciudad neerlandesa.
Un total de ocho selecciones nacionales afiliadas a la EHF compitieron por el título de campeón europeo, cuyo anterior portador era el equipo de los Países Bajos, vencedor del EuroHockey 2019. 
La selección de los Países Bajos conquistó su undécimo título al derrotar en la final al equipo de Alemania con un marcador de 2-0. En el partido por el tercer puesto el conjunto de Bélgica venció al de España.

## Grupos
| Grupo A      | Grupo B    |
| ------------ | ---------- |
| Irlanda      | Bélgica    |
| Países Bajos | Inglaterra |
| Escocia      | Alemania   |
| España       | Italia     |

## Fase preliminar
- Todos los partidos en la hora local de los Países Bajos (UTC+2).

### Grupo A
| Equipo       | J | G | E | P | GF | GC | DG  | PTS |
| ------------ | - | - | - | - | -- | -- | --- | --- |
| Países Bajos | 3 | 3 | 0 | 0 | 21 | 1  | +20 | 9   |
| España       | 3 | 1 | 1 | 1 | 6  | 9  | -3  | 4   |
| Irlanda      | 3 | 1 | 1 | 1 | 2  | 5  | -3  | 4   |
| Escocia      | 3 | 0 | 0 | 3 | 1  | 15 | -14 | 0   |

- Resultados

| Fecha | Hora  | Partido      | Partido | Partido      | Resultado |
| ----- | ----- | ------------ | ------- | ------------ | --------- |
| 05.06 | 15:30 | Países Bajos | -       | Irlanda      | 4-0       |
| 05.06 | 18:00 | España       | -       | Escocia      | 4-1       |
| 07.06 | 12:30 | Irlanda      | -       | Escocia      | 1-0       |
| 07.06 | 20:00 | España       | -       | Países Bajos | 1-7       |
| 09.06 | 12:30 | Irlanda      | -       | España       | 1-1       |
| 09.06 | 20:00 | Países Bajos | -       | Escocia      | 10-0      |

### Grupo B
| Equipo     | J | G | E | P | GF | GC | DG  | PTS |
| ---------- | - | - | - | - | -- | -- | --- | --- |
| Alemania   | 3 | 2 | 1 | 0 | 7  | 1  | +6  | 7   |
| Bélgica    | 3 | 1 | 2 | 0 | 6  | 2  | +4  | 5   |
| Inglaterra | 3 | 1 | 1 | 1 | 5  | 3  | +2  | 4   |
| Italia     | 3 | 0 | 0 | 3 | 0  | 12 | -12 | 0   |

- Resultados

| Fecha | Hora  | Partido    | Partido | Partido    | Resultado |
| ----- | ----- | ---------- | ------- | ---------- | --------- |
| 06.06 | 10:30 | Inglaterra | -       | Italia     | 4-0       |
| 06.06 | 12:45 | Alemania   | -       | Bélgica    | 1-1       |
| 07.06 | 14:45 | Bélgica    | -       | Italia     | 4-0       |
| 07.06 | 17:00 | Inglaterra | -       | Alemania   | 0-2       |
| 09.06 | 14:45 | Alemania   | -       | Italia     | 4-0       |
| 09.06 | 17:00 | Bélgica    | -       | Inglaterra | 1-1       |

## Fase final
- Todos los partidos en la hora local de los Países Bajos (UTC+2).

|  | Semifinales  | Semifinales |   |         | Final        | Final       |  |
|  | 11 de junio  | 11 de junio |   |         | 13 de junio  | 13 de junio |  |
|  |              |             |   |         |              |             |  |
|  |              |             |   |         |              |             |  |
|  | Países Bajos | 3           |   |         |              |             |  |
|  | Bélgica      | 1           |   |         |              |             |  |
|  |              |             |   |         |              |             |  |
|  |              |             |   |         |              |             |  |
|  |              |             |   |         | Países Bajos | 2           |  |
|  |              | Alemania    | 0 |         |              |             |  |
|  |              |             |   |         |              |             |  |
|  |              |             |   |         |              |             |  |
|  |              |             |   |         | Tercer lugar |             |  |
|  |              |             |   |         |              |             |  |
|  | Alemania     | 4           |   | Bélgica | 3            |             |  |
|  | España       | 1           |   |         | España       | 1           |  |

### Semifinales
| Fecha | Hora  | Partido      | Partido | Partido | Resultado |
| ----- | ----- | ------------ | ------- | ------- | --------- |
| 11.06 | 16:00 | Países Bajos | -       | Bélgica | 3-1       |
| 11.06 | 18:30 | Alemania     | -       | España  | 4-1       |

### Tercer lugar
| Fecha | Hora  | Partido | Partido | Partido | Resultado |
| ----- | ----- | ------- | ------- | ------- | --------- |
| 13.06 | 10:00 | Bélgica | -       | España  | 3-1       |

### Final
| Fecha | Hora  | Partido      | Partido | Partido  | Resultado |
| ----- | ----- | ------------ | ------- | -------- | --------- |
| 13.06 | 12:30 | Países Bajos | -       | Alemania | 2-0       |

### Grupo C – clasificación del 5.º al 8.º lugar
| Equipo     | J | G | E | P | GF | GC | DG  | PTS |
| ---------- | - | - | - | - | -- | -- | --- | --- |
| Inglaterra | 3 | 3 | 0 | 0 | 12 | 2  | +10 | 9   |
| Irlanda    | 3 | 2 | 0 | 1 | 5  | 5  | 0   | 6   |
| Escocia    | 3 | 1 | 0 | 2 | 4  | 5  | -1  | 3   |
| Italia     | 3 | 0 | 0 | 3 | 1  | 10 | -9  | 0   |

- Resultados

| Fecha | Hora  | Partido    | Partido | Partido    | Resultado |
| ----- | ----- | ---------- | ------- | ---------- | --------- |
| 11.06 | 09:15 | Escocia    | -       | Italia     | 3-1       |
| 11.06 | 11:30 | Irlanda    | -       | Inglaterra | 1-5       |
| 12.06 | 16:30 | Irlanda    | -       | Italia     | 3-0       |
| 12.06 | 18:45 | Inglaterra | -       | Escocia    | 3-1       |

## Medallero
| Países Bajos | Alemania | Bélgica |
| Felice Albers Ireen van den Assem Pien Dicke Margot van Geffen Eva de Goede Ilse Kappelle Marloes Keetels Josine Koning Sanne Koolen Laurien Leurink Caia van Maasakker Frédérique Matla Laura Nunnink Malou Pheninckx Pien Sanders Lauren Stam Stella Van Gils Anne Veenendaal Maria Verschoor Xan de Waard | Lisa Altenburg Jette Fleschütz Hannah Gablać Hanna Granitzki Franzisca Hauke Pauline Heinz Kira Horn Viktoria Huse Nathalie Kubalski Nike Lorenz Pia Maertens Lena Micheel Selin Oruz Cécile Pieper Maike Schaunig Anne Schröder Julia Sonntag Charlotte Stapenhorst Amelie Wortmann Sonja Zimmermann | Ambre Ballenghien Hélène Brasseur Lucie Breyne France De Mot Tiphaine Duquesne Charlotte Englebert Alix Gerniers Lien Hillewaert Pauline Leclef Barbara Nelen Elodie Picard Emma Puvrez Justine Rasir Abi Raye Elena Sotgiu Michelle Struijk Stephanie Vanden Borre Judith Vandermeiren Louise Versavel Anne-Sophie Weyns |
| Alyson Annan (seleccionador) | Xavier Reckinger (seleccionador) | Raoul Ehren (seleccionador) |

## Estadísticas

### Clasificación general
| 1. Países Bajos CM |
| 2. Alemania CM     |
| 3. Bélgica CM      |
| 4. España CM       |
| 5. Inglaterra CM   |
| 6. Irlanda         |
| 7. Escocia         |
| 8. Italia          |

### Máximas goleadoras
| Núm. | Jugador            | País         | Goles |
| ---- | ------------------ | ------------ | ----- |
| 1    | Frédérique Matla   | Países Bajos | 8     |
| 2    | Ambre Ballenghien  | Bélgica      | 4     |
| 3    | Sarah Evans        | Inglaterra   | 3     |
| 3    | Lily Owsley        | Inglaterra   | 3     |
| 3    | Felice Albers      | Países Bajos | 3     |
| 3    | Eva de Goede       | Países Bajos | 3     |
| 3    | Marloes Keetels    | Países Bajos | 3     |
| 3    | Caia van Maasakker | Países Bajos | 3     |
| 3    | Maria Verschoor    | Países Bajos | 3     |

Fuente: 

### Equipo más goleador
| Núm. | Equipo       | Goles |
| ---- | ------------ | ----- |
| 1    | Países Bajos | 26    |
| 2    | Inglaterra   | 13    |
| 3    | Alemania     | 11    |
| 4    | Bélgica      | 10    |
| 5    | España       | 8     |

Fuente: 